# Gonocephalum pusillum
Gonocephalum pusillum es una especie de escarabajo del género Gonocephalum, tribu Opatrini, familia Tenebrionidae. Fue descrita científicamente por Fabricius en 1791.

## Distribución
Se distribuye por España.

## Plaga
Se le considera una plaga que ataca al higo seco «haciéndolo susceptible a podredumbres, e inservible para la elaboración de los productos».